# Fèlix Grases Freixedas
Fèlix Grases i Freixedas (Vilafranca del Penedès, 1954) és un químic català. Llicenciat en ciències i doctor en ciències per la Universitat de les Illes Balears, a la qual és catedràtic des del 1987. De 1988 fins a 1995 fou director del Departament de Química de la UIB, delegat per a la creació de l'Institut Universitari d'Investigació en Ciències de la Salut (IUNICS), primer director de l'Institut (2000-2003) i director del laboratori d'investigació en litiasi renal des del 1998.
Des de 1987 ha dedicat la seva tasca de recerca a l'estudi dels càlculs renals i a les calcificacions patològiques. Entre els treballs més importants cal esmentar l'elucidació del mecanisme de formació dels càlculs renals més freqüents, el desenvolupament d'un sistema d'anàlisi tipus estoig per valorar la capacitat de l'orina per formar pedres al ronyó i el descobriment de la gran capacitat del fitat per evitar el desenvolupament de càlculs renals i altres calcificacions patològiques.

## Guardons
- l'Antena d'Or, atorgat per Antena 3 Radio (1983)
- Premi a la investigació aplicada, de la Cambra Oficial de Comerç, Indústria i Navegació de Mallorca, Eivissa i Formentera (1999)
- Primer premi E. Perez-Castro, de Archivos Españoles de Urología (2001)
- Premi Diari de Mallorca (2004)
- Premi Baleares del Mundo (2004)
- Premi Ramon Llull (2006).